# Farakhpur
Farakhpur é uma vila no distrito de Yamunanagar, no estado indiano de Haryana.

## Demografia
Segundo o censo de 2001, Farakhpur tinha uma população de 8738 habitantes. Os indivíduos do sexo masculino constituem 54% da população e os do sexo feminino 46%. Farakhpur tem uma taxa de literacia de 74%, superior à média nacional de 59,5%: a literacia no sexo masculino é de 79% e no sexo feminino é de 67%. Em Farakhpur, 13% da população está abaixo dos 6 anos de idade.